# 蕃地 (屏東郡)
高雄州屏東郡蕃地於大正九年（1920年）10月1日成立，轄區包括今屏東縣三地門鄉與霧台鄉。
- 成立之初包括：
  - 今高雄市桃源區（不含建山里）與茂林區。
  - 今屏東縣瑪家鄉（不含三和村）、三地門鄉與霧台鄉。

- 昭和七年（1932年）12月1日重劃區域：
  - 今屬桃源區與茂林區的範圍改隸旗山郡。
  - 今屬瑪家鄉的範圍改隸潮州郡。

## 行政區劃
轄域內分為：
- 今三地門鄉：

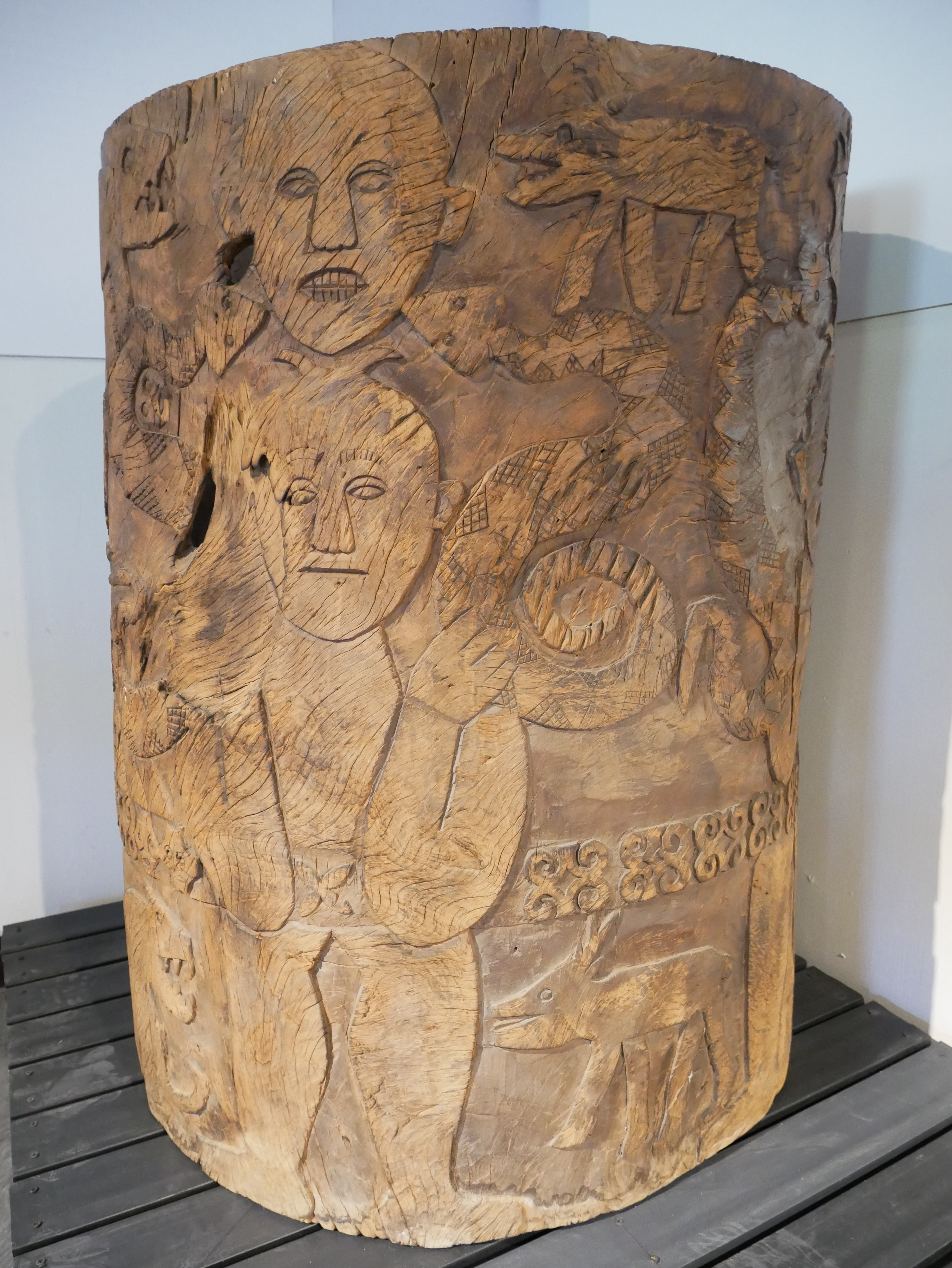
好茶社（コチヤボガン社）儲穀桶

- - アオバ社（青葉／阿烏，1942年由達拉馬考與ダデル建立）、サモハイカウ社（沙磨亥／青山）、サモハイ社（1932年併入沙磨亥）、アンバカ社（紅目仔／安坡）、カウ社（莎卡蘭／口社）、サカエ社（榮／賽嘉，1941年由部分上排灣、德文與金斜路灣建立）、サンテイモン社（三地門／山豬毛）、トア社（達瓦蘭／大社）、上パイワン社（上排灣，1941年部分併入榮）、トクブン社（德文，1941年部分併入榮）、キヌジヤロワン社（金斜路灣，1941年部分併入榮）、サララウ社（1932年併入タバサン）、タバサン社（1936年併入三地門）、ダラダライ社（達來）、マヌル社（馬兒）

- 今霧臺鄉：
  - イラ社（谷川／伊拉）、カバララヤン社（神山／下霧臺）、ブダイ社（霧臺／上霧臺）、キヌラン社（吉露／去怒）、アデル社（阿禮）、カバダナン社（新佳暮）、カナモデサン社（舊佳暮）、タラマカウ社（達拉馬考，1942年併入青葉）、ダデル社（達得勒，1942年併入青葉）、ライブアン社（大武）、コチヤボガン社（好茶）

## 設施

### 主要駐在所
- 知本越嶺道路：サンテイモン社（三地門）駐在所→ダラダライ（達來）駐在所→ブダイ（霧臺）駐在所→キヌラン（吉露）駐在所→アデル（阿禮）駐在所→榛駐在所→霧頭山駐在所→松山駐在所（→臺東廳臺東郡蕃地）

### 教育
- 今三地門鄉：
  - サモハイ蕃童教育所（今屏東縣立青山國民小學）
  - マヌル蕃童教育所（後為屏東縣立口社國民小學馬兒分校）
  - カウ蕃童教育所（今屏東縣立口社國民小學）
  - サンテイモン蕃童教育所（今屏東縣立地磨兒國民小學）
  - トア蕃童教育所（後為屏東縣立大社國民小學）
  - 德文公學校（今屏東縣立地磨兒國民小學德文分校）[1]:119
  - ダラダライ教育所（後為屏東縣立三地國民小學達來分校）

- 今霧臺鄉：
  - カナモデサン教育所（後為屏東縣立霧臺國民小學佳暮分校）
  - ブダイ蕃童教育所（今屏東縣立霧臺國民小學）
  - アデル蕃童教育所（後為屏東縣立阿禮國民小學）
  - タラマカウ蕃童教育所（1942年裁撤）
  - ライブアン蕃童教育所（後為屏東縣立霧臺國民小學大武分校）
  - コチヤボガン蕃童教育所（後為屏東縣立好茶國民小學）

### 神社
- 今三地門鄉：
  - 山地門祠（1933年鎮座）[2]:311

- 今霧臺鄉：
  - 霧臺祠（1934年12月4日鎮座）[2]:312
  - 北大武山祠（1942年4月23日鎮座）[2]:358